# Mimudea arenacea
Mimudea arenacea là một loài bướm đêm trong họ Crambidae.